# Univerza v Novem mestu Fakulteta za poslovne in upravne vede
Fakulteta za poslovne in upravne vede Novo mesto (kratica FPUV, angleško Faculty of Business and Management Sciences Novo Mesto ) v Novem mestu je članica Univerze v Novem mestu. Šola je bila ustanovljena leta 2011, ustanovitelja sta Visokošolsko središče Novo mesto in Pedagoška obzorja. 
Trenutna dekanja je dr. Jasmina Starc.

## Programi
Fakulteta na I., II. in III. stopnji izvaja program Poslovna ekonomija.